# Xun Fangying
Dit is een Chinese naam; de familienaam is Xun.
Xun Fangying (14 februari 1995) is een tennisspeelster uit China.
In 2013 speelde Xun op het meisjestoernooi van de Australian Open 2013.
In 2015 speelde ze haar eerste WTA-toernooi in Gangzhou, samen met Liu Fangzhou op het dubbeltoernooi.